# Poa paludigena
Poa paludigena là một loài cỏ trong họ hòa thảo, thuộc chi poa.